# 伴鉄太郎
伴 鉄太郎（ばん てつたろう、文政8年（1825年）- 明治35年（1902年）8月7日）は、幕末から明治期の武士・幕臣、海軍軍人。階級は海軍大佐。

## 略歴
先手与力の桜井家から、御徒を務める伴家の養子に入る。嘉永4年（1851年）に御徒となる。安政3年（1856年）、箱館奉行支配調役並に任ぜられ、長崎海軍伝習所二期生となる。伝習終了後の安政6年（1859年）、軍艦操練所教授方出役となっている。万延元年（1860年）、咸臨丸の測量方として太平洋横断に成功した。
帰国後小十人格軍艦操練所教授方頭取出役、文久元年（1861年）、両番上席軍艦頭取に進む。文久2年（1862年）朝陽丸艦長を命じられ、小笠原島開拓に参加。その際、咸臨丸の見習士官であった根津、岡田、小杉を率いている。慶応4年（1868年）軍艦頭となった。
維新後も徳川家に従い、沼津兵学校一等教授となる。明治5年（1872年）海軍に移り、水路局長柳楢悦の副官を務めた。また、勝海舟、木村芥舟とともに『海軍歴史』の編纂に加わっている。

## 栄典
- 1889年（明治22年）11月29日 - 大日本帝国憲法発布記念章[1]